# Thorictus marginicollis
Thorictus marginicollis is een keversoort uit de familie spektorren (Dermestidae). De wetenschappelijke naam van de soort werd in 1859 gepubliceerd door Schaum.